# Богомолов (Ставропольский край)
Богомо́лов — хутор в Красногвардейском районе (муниципальном округе) Ставропольского края России.
До 16 марта 2020 годавходил в состав муниципального образования «Сельское поселение Привольненский сельсовет».

## Варианты названия
- Красная Звезда (Богомолов)[4]

## География
Хутор расположен в северо-западной части Ставропольского края, у устья реки Калалы. Расстояние до районного центра — села Красногвардейского — 13,5 км, расстояние до села Привольного — 6,4 км. Расстояние до краевого центра: 105 км.

## История
Первое упоминание о хуторе Богомолове появилось в 1859 году. Другие названия, встречающиеся в документах XIX века и начала XX века — «Дедешко», «Дедешкин», «частные владения Дедешкиных и Севостьяновых». Через хутор проходил Большой Черкасский тракт. Богомолов находился на расстоянии 122,5 версты (130,08 км) от Ставрополя по Большому Черкасскому тракту. В то время хутор располагался на землях частного владения, его населяли ейские и ростовские купцы. По сведениям 1873 года, народность жителей Богомолова — великороссы. С 1903 года в хуторе начала действовать школа грамоты (церковно-приходская).
3 апреля 1774 года на реке Калалах проходила битва в окрестностях нынешнего с. Красногвардейского между донскими казаками под предводительством М. И. Платова и двадцатипятитысячным турецким корпусом в глухих и пустынных тогда степях Ставрополья. В честь этого события близ хутора Богомолова установлен памятный крест.
19 апреля 2024 года в районе хутора потерпел крушение российский бомбардировщик Ту-22М3.
Церковно-приходская школа грамоты хутора Богомолова в период с 1903—1920 год
| Год сбора статистики | Попечитель            | Заведующий                           | Законоучитель          | Учителя                |
| -------------------- | --------------------- | ------------------------------------ | ---------------------- | ---------------------- |
| 1903                 | нет                   | Священник Дегтярёв Дмитрий Яковлевич | Немцев Иван Георгиевич | Немцев Иван Георгиевич |
| 1905                 | Диденко Иван Петрович | Священник Дегтярёв Дмитрий Яковлевич | Немцев Иван Георгиевич | Немцев Иван Георгиевич |

1859-1920 годы
| Год сбора статистики | Число дворов | Всего жителей | Количество коренных жителей | Количество коренных жителей | Количество иногородних жителей | Количество иногородних жителей | Торговых заведений | Питейных заведений | Мельниц | Водоснабжение                                     |
| Год сбора статистики | Число дворов | Всего жителей | мужского пола               | женского пола               | мужского пола                  | женского пола                  | Торговых заведений | Питейных заведений | Мельниц | Водоснабжение                                     |
| -------------------- | ------------ | ------------- | --------------------------- | --------------------------- | ------------------------------ | ------------------------------ | ------------------ | ------------------ | ------- | ------------------------------------------------- |
| 1859                 | 8            | 86            | 37                          | 49                          | нд                             | нд                             | нд                 | нд                 | нд      | нд                                                |
| 1873                 | 13           | 99            | 25                          | 32                          | 24                             | 18                             | нет                | 1                  | 2       | нд                                                |
| 1903                 | нд           | 137           | нд                          | нд                          | нд                             | нд                             | нд                 | нд                 | нд      | нд                                                |
| 1909                 | 29           | 291           | 148                         | 143                         | нд                             | нд                             | нет                | нет                | нд      | Колодцев артезианских — нет; Колодцев простых — 3 |

1921—1935 годы
| Год сбора статистики | Количество | Количество | Количество | Количество | Количество | Количество | Количество            | Количество       | Количество              | Количество    | Количество            | Количество      | Промышленных предприятий | Промышленных предприятий | Промышленных предприятий | Промышленных предприятий | Промышленных предприятий |
| Год сбора статистики | Дворов     | Жителей    | Жителей    | Жителей    | Колодцев   | Прудов     | Партийных организаций | Школ 1-й ступени | Библиотек и изб-читален | Детских домов | Ссыпных пунктов       | Ссыпных пунктов | Цензовых                 | Прочих мелких            | Из них                   | Из них                   | Из них                   |
| Год сбора статистики | Дворов     | Всего      | муж. пола  | жен. пола  | Колодцев   | Прудов     | Партийных организаций | Школ 1-й ступени | Библиотек и изб-читален | Детских домов | Государств. и коопер. | Частных         | Цензовых                 | Прочих мелких            | Кузниц                   | Мельниц                  | Маслобойн. заводов       |
| -------------------- | ---------- | ---------- | ---------- | ---------- | ---------- | ---------- | --------------------- | ---------------- | ----------------------- | ------------- | --------------------- | --------------- | ------------------------ | ------------------------ | ------------------------ | ------------------------ | ------------------------ |
| 1925                 | 32         | 424        | нд         | нд         | 0          | 0          | 0                     | 1                | 0                       | 0             | 0                     | 0               | 0                        | 0                        | 0                        | 0                        | 0                        |

## Население
| 1859 | 1873 | 1873 | 1903 | 1909 | 1925 | 1989 |
| ---- | ---- | ---- | ---- | ---- | ---- | ---- |
| 86   | ↗99  | →99  | ↗137 | ↗291 | ↗424 | ↘138 |
| 2002 | 2010 | 2012 | 2013 | 2014 | 2015 |      |
| ↗154 | ↗158 | ↘141 | ↘140 | ↗200 | ↘140 |      |

По данным переписи 2002 года, в национальной структуре населения преобладают русские (67 %).

## Экономика
- Крестьянское (фермерское) хозяйство Г. А. Милых[23]

## Памятник
Конный монумент атаману Донского казачьего войска, генералу Матвею Ивановичу Платову. В месте неподалёку от хутора на реки Калалы 3 апреля 1774 года произошёл бой, который впоследствии историки не раз назвали уникальным. Два казачьих полка, общим числом тысяча, дали отпор войску крымского хана Девлет-Гирея, не менее чем в двадцать раз превосходившему их по численности. Командовал казаками никому не известный тогда юный Матвей Платов.

## Кладбище
В 700 м к северо-западу от хутора расположено общественное открытое кладбище площадью 8 тыс. м².